# Benacazón
Benacazón és una localitat de la província de Sevilla, Andalusia, Espanya. L'any 2005 tenia 5.754 habitants. La seva extensió superficial és de 32 km² i té una densitat de 179,8 hab/km². Les seves coordenades geogràfiques són 37° 21′ N, 6° 11′ O. Està situada a una altitud de 120 metres i a 23 kilòmetres de la capital de la província, Sevilla.

## Demografia
| 1996  | 1998  | 1999  | 2000  | 2001  | 2002  | 2003  | 2004  | 2005  | 2006  | 2007  |
| ----- | ----- | ----- | ----- | ----- | ----- | ----- | ----- | ----- | ----- | ----- |
| 4.936 | 4.937 | 5.033 | 5.021 | 5.055 | 5.179 | 5.463 | 5.578 | 5.754 | 5.932 | 6.089 |

## Administració
| Període      | Nom de l'alcalde/-essa | Partit polític | Data de possessió |
| ------------ | ---------------------- | -------------- | ----------------- |
| 1979 - 1983  |                        |                | 19/04/1979        |
| 1983 - 1987  | José Manuel Cabrera    | PSOE           | 28/05/1983        |
| 1987 - 1991  | José Manuel Cabrera    | PSOE           | 30/06/1987        |
| 1991 - 1995  | José Manuel Cabrera    | PSOE           | 15/06/1991        |
| 1995 - 1999  | José Manuel Cabrera    | PSOE           | 17/06/1995        |
| 1999 - 2003  | Manuel Adame Valero    | PA             | 03/07/1999        |
| 2003 - 2007  | Manuel Adame Valero    | PA             | 14/06/2003        |
| 2007 - 2011  | Diego Sánchez Martín   | PSOE           | 16/06/2007        |
| 2011 - 2015  | n/d                    | n/d            | 11/06/2011        |
| 2015 - 2019  | n/d                    | n/d            | 13/06/2015        |
| 2019 - 2023  | n/d                    | n/d            | 15/06/2019        |
| Des del 2023 | n/d                    | n/d            | 17/06/2023        |